# Варја Ђукић
Варја Ђукић (Загреб, 18. април 1962) је глумица.

## Биографија
Средњу школу завршила у тадашњем Титограду, дипломирала је на Факултету драмских уметности у Београду, одсек за глуму 1984. године у класи професорке Огњенке Милићевић. У току студија снимила два играна филма, Вариола Вера (награда за најбољег дебитанта у Пули) и Степенице за небо, ТВ серија Бањица, ТВ драму Оштрица бријача, играла у представама Југословенског драмског позоришта, Зли дуси, Позориште дворише, Мара-Сад.
Дипломски рад Варје Ђукић је била представа "Овај смак света" на којем је 1984. године добила оцену 10. Представа је рађена по есејима Елијаса Канетија, а такође је добила и Октобарску награду града Београда за најбољи студентски рад.
Од 1985. до 1990. члан ансамбла Црногорског народног позоришта у Титограду. Остварила запажене улоге у представама Велики бриљантни валцер, Ноћ богова, Клаустрофобична комедија Ревизор, Ко се боји Вирџиније Вулф и На љетовању као и улогом Косаре у првој продукцији Барског љетописа у представи Владимир и Косара.
Од 1989 до 2001. радила као асистент, сарадник на предмету глума, катедра за глуму на Факултету драмских уметности у Београду. Од 2001. године живи у Подгорици где је радила као самостални уметник. Од оснивања подгоричке књижаре Карвер, 12. априла 2005. ради као њен директор.
Објављивала је есејистику, аутор је књиге Позоришни гето (ЦДНК), посебан успех доживела је њена представа Теби из јучерашње (ЦКЗД, Београд, Подгорица, Цетиње).

## Филмографија
| Год.  | Назив                         | Улога                    |
| ----- | ----------------------------- | ------------------------ |
| 2011. | Успон                         | Нада                     |
| 2011. | Како су ме украли Немци       |                          |
| 2005. | Поглед са Ајфеловог торња     |                          |
| 2005. | Имам нешто важно да вам кажем | Водитељка                |
| 1999. | У име оца и сина              | Новинарка                |
| 1998. | Недовршена симфонија          | Берта                    |
| 1993. | Рода                          |                          |
| 1993. | Тесла (ТВ)                    | Росамунд                 |
| 1990. | Народни посланик (ТВ филм)    | Даница                   |
| 1984. | Бањица (ТВ серија)            | Јелена Антић             |
| 1983. | Оштрица бријача               |                          |
| 1983. | Степенице за небо             | Светлана Кривокапић      |
| 1982. | Вариола вера                  | Докторка Данка Ускоковић |